# Adolf von Mess
Adolf von Mess (* 29. Januar 1875 in Tschernigow; † 13. März 1916 in Königslutter am Elm) war ein deutscher Klassischer Philologe.

## Leben
Adolf von Mess studierte ab 1892 an den Universitäten zu Halle und Bonn Klassische Philologie und Geschichte. In Bonn wurde er 1898 mit der Dissertation Quaestiones de epigrammate Attico et tragoedia antiquiore dialecticae promoviert und legte 1899 das Staatsexamen ab. Vom 14. Oktober 1899 bis zum 31. Juli 1904 arbeitete er als Assistent am Thesaurus Linguae Latinae in München, kehrte dann als Assistent nach Bonn zurück und habilitierte sich dort 1907. 
Neben seiner Dozententätigkeit arbeitete er in der Redaktion der Zeitschrift Rheinisches Museum für Philologie, für die er auch zahlreiche Aufsätze schrieb. 
Adolf von Mess war von 1909 bis 1916 außerordentlicher Professor an der Universität Tübingen. Gleichzeitig zu seiner Berufung nach Tübingen wurde er 1909 auf der Berufungsliste der Universität Graz an erster Stelle platziert. Wegen seiner Entscheidung für Tübingen berief die Universität Graz den zweitplatzierten Josef Mesk.
Adolf von Mess starb am 13. März 1916 in Königslutter am Elm (nahe bei Braunschweig) im Alter von 41 Jahren. Sein Nachfolger in Tübingen wurde Otto Weinreich.
In seiner Forschungsarbeit beschäftigte sich Mess besonders mit der griechisch-römischen Geschichtsschreibung. Sein Hauptwerk ist die historische Monografie Caesar: Sein Leben, seine Zeit und seine Politik bis zur Begründung seiner Monarchie (Leipzig 1913).